# Potengi (Natal)
Potengi é um bairro inserido na zona norte de Natal, no estado brasileiro do Rio Grande do Norte. Surgiu em 1975 a partir do Conjunto Potengi, o loteamento mais antigo da zona norte, e logo naquele ano foi oficializado como bairro por meio de decreto do prefeito Vauban Bezerra. A construção de conjuntos habitacionais prosseguiu na década de 1980 e foi a grande responsável pela expansão da área, favorecendo o aparecimento de pequeno comércio e de empresas prestadoras de serviços, e, mais tarde, seria a vez de shopping centers, hipermercados e alguns magazines se instalarem na área.
Nos anos 1990, quando teve seus limites atuais redefinidos, Potengi chegou a ser o bairro mais populoso de Natal e, ao longo dos anos 2000, foi ultrapassado por seus vizinhos Nossa Senhora da Apresentação, Lagoa Azul e Pajuçara, sendo, em 2022, quando foi realizado o último censo, o quarto maior em população, com mais de 48 mil moradores. Em comparação aos demais bairros da zona norte, possui traçados mais regulares e mais bem definidos e os melhores indicadores sociais da região, detendo a melhor qualidade de vida, o maior rendimento médio mensal (1,23 salários mínimos) e a maior taxa de alfabetização (93,26%), esta considerando-se a população de idade a partir de cinco anos.
Seu nome é uma referência ao Rio Potengi, que divide Natal ao meio e separa a zona norte da cidade das demais. É atravessado pela linha norte do Sistema de Trens Urbanos de Natal, sendo atendido por duas estações: Santa Catarina e Soledade.

## Principais edificações
- Norte Shopping
- Shopping Estação (com Lojas Americanas, Central do Cidadão e UnP)
- Nordestão Santa Catarina
- Universidade do Estado do Rio Grande do Norte (UERN)
- Instituto Federal do Rio Grande do Norte (IFRN - Campus Zona Norte)
- Hospital José Pedro Bezerra (Hospital Santa Catarina)
- UPA Potengi